# McClintock Point
Der McClintock Point ist eine Landspitze an der Scott-Küste des ostantarktischen Viktorialands. Sie liegt auf der Nordseite der Einfahrt zur Explorers Cove im New Harbour.
Das Advisory Committee on Antarctic Names benannte sie 1997 nach dem Biologen James B. McClintock (1965–1987) von der University of Alabama at Birmingham, der das Benthos des McMurdo-Sunds westlich der Ross-Insel und entlang der Küste vom Granite Harbor bis zum Kap Chocolate untersucht hatte.